# Rensenware
Rensenware (кор. 련선웨어; стилізовано: rensenWare) — програма-вимагач, що заражає пристрої на операційній системі Windows. Вона була створена як жарт програмістом Канджуном Хо (허강준; нікнейм «0x00000FF») та вперше була помічена у 2017 році. Rensenware — незвична програма-вимагач, бо замість того, аби просити від жертви гроші за розшифрування уражених файлів, вимагає від гравця набрати певну кількість очок у грі Touhou Seirensen ~ Undefined Fantastic Object з серії Touhou Project, жанрів bullet hell та shoot 'em up. У її головному вікні зображена Мінаміцу Мураса, персонаж із гри.
Коли цей вірус став поширеним, автор випустив програму-патч, що нейтралізує вірус.

## Опис
Rensenware була розроблена корейським студентом-програмістом Канджуном Хо для систем на ОС Windows з нудьги, як жарт для спільноти серії ігор Touhou Project. При виконанні, програма сканує та шифрує всі файли на комп'ютері, що мають одне з вказаних у програмі розширень шифром AES-256 та додає до назви файлу «.RENSENWARE». Вперше цю програму-вимагач знайшла команда MalwareHunterTeam 6 квітня 2017 року.
При закінченні зашифровування усіх цільових файлів, з'являється вікно-попередження з персонажем Мінаміцу Мураса з Touhou Project, яке не можна закрити. Програма вимагає від жертви зіграти у гру жанру bullet hell Touhou Seirensen ~ Undefined Fantastic Object, та набрати як мінімум 200 мільйонів очок на найвищій складності «Lunatic», аби файли було розшифровано. У комплекті з вірусом немає даної гри, тобто користувач вимушений завантажити гру самостійно. Програма автоматично знаходить процес гри «th12» та визначає кількість набраних очок у грі. Вікно-попередження вірусу радить користувачу не припиняти процес Rensenware до того, як файли не буде розшифровано, бо інакше зашифровані файли буде втрачено назавжди, тому що ключі розшифрування не зберігаються на диску.

## Патч-нейтралізатор
Канджун Хо, автор вірусу, випадково заразив себе вірусом під час роботи над ним та зрозумів, що сам не в змозі набрати достатню кількість очок для розшифрування. Після цього він випустив на GitHub із вибаченнями програму, що нейтралізує Rensenware, що задає необхідну кількість очок у грі вручну, таким чином виконуючи вимогу Rensenware. Він також випустив у вільний доступ частину коду програми, без коду, необхідного для виконання.